# Оптимізація
Оптиміза́ція (англ. optimization, optimisation) чи унайкра́щення — процес надання будь-чому найвигідніших характеристик, співвідношень (наприклад, оптимізація виробничих процесів і виробництва, енерговикористання тощо).

## Загальний опис
Задача оптимізації (задача знаходження точки (точок) екстремуму, або декількох екстремумів заданої функції) сформульована, якщо задані:
- критерій оптимальності (економічний, екологічний, технологічний (наприклад, технологічні вимоги — вихід продукту, вміст домішок в ньому та ін.);
- параметри, що варіюються (наприклад, температура, тиск, величини вхідних потоків у процесах переробки сировини), зміна яких дозволяє впливати на ефективність процесу;
- математична модель процесу;
- обмеження, пов'язані з економічними та конструктивними умовами, можливостями апаратури, вимогами вибухобезпеки та інші.

## Методи оптимізації
Методи оптимізації поділяються на прямі та ітераційні. Оптимізація полягає в знаходженні найкращого варіанта. Методи оптимізації застосовуються до пошуку розрахунку оптимальної технології, оптимальної геометричної конструкції, найкращого часу для технологічних процесів і подібних задач. Прикладом методу оптимізації є ітераційний метод Ньютона. Розрізняють: задачі безумовної оптимізації, задачі умовної оптимізації, задачі математичного програмування, задачі опуклого програмування, чисельні методи оптимізації.